# E-amusement

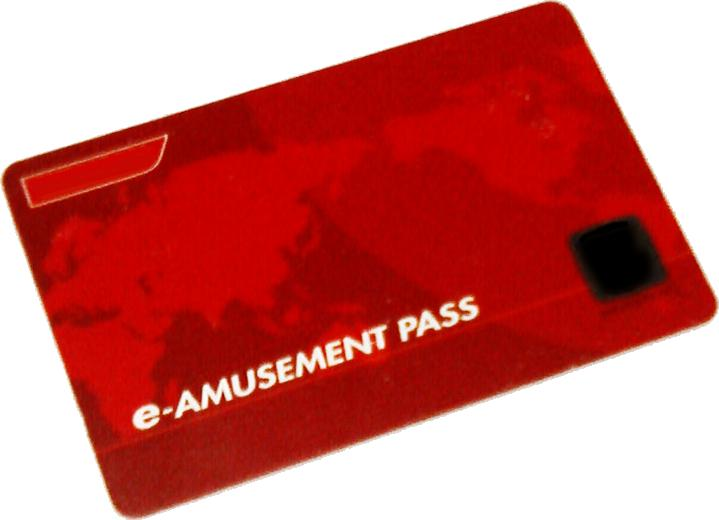
e-amusement pass (구 디자인)

e-amusement는 게임 내에서 해금 요소를 플레이할 수 있게 해주거나 인터넷 랭킹 서비스를 지원해주는 코나미의 인터넷 서비스를 말한다. 이 서비스는 이하 목록에 적힌 아케이드 게임 및 플레이스테이션 2 게임에서 사용할 수 있다.

## 사용 가능한 게임 목록
- 비트매니아 IIDX
- 댄스 댄스 레볼루션
- 기타도라
- 오토메디우스
- 사일런트 힐:더 아케이드
- 팝픈 뮤직
- 월드 사커 위닝 일레븐 2008 아케이드
- 유비트
- 퀴즈 매직 아카데미
- 리플렉 비트
- 댄스 에볼루션
- 사운드 볼텍스

## 같이 보기
- 코나미